# Sylvia (äpple)
Sylvia är en äppelsort vars ursprung är Sverige, och äpplet är resultatet av en korsning mellan Gyllenkroks astrakan och Worcester parmän. Äpplet som är medelstort har ett närmast rosa och gult skal, och skalet är en aning fett. Medelskördedatum vid Alnarp(zon 1) 18 augusti. Köttet på äpplet är saftigt, relativt fast och aningen sötsyrligt. Sylvia mognar i augusti och håller sig därefter endast under en kort period. Äpplet är främst ett ätäpple, och äpplen som pollineras av Sylvia är Alice, Cortland, James Grieve, Maglemer, Mio, Oranie, Sävstaholm, Transparente blanche och Wealthy. I Sverige odlas sorten gynnsammast i zon I-IV. Sylvia har förekommit i svensk yrkesodling med omkring 6 000 träd.